# إقليم الجبال
إقليم الجبال يتكون من ثمان ولايات، وهي ولايات: مونتانا، أيداهو، وايومنغ، كولورادو، نيومكسيكو، أريزونا، يوتا وولاية نيفادا، وتبلغ مساحة هذا الإقليم (2,237,467 كم). ويعتبر هذا الإقليم ثاني أقاليم الولايات المتحدة مساحة بعد إقليم المحيط الهادي، وعدد سكان أقليم الجبال في سنة (1408 هـ -1988 م )، 13,200,000 نسمة.

## الموقع
يمتد على شكل مستطيل بين كندا شمالاً والمكسيك جنوباً، تحدة ولايات الإقليم الأوسط الشمالي الغربي، وولايات الإقليم الأوسط الجنوبي الغربي من الشرق، ومن الغرب تحده ولايات : واشنطن، وأوريجون، وكاليفورنيا، وإقليم الجبال يشكل نطاقاً داخلياً محصناً.

## الأرض
إقليم الجبال متميز بملامح أرضية خاصة ينفرد يها عن غيره، حيث توجد كتلة تضاريسية هائلة وعرة، تعرف بنظام الكودليرا الغربية، ويطلق عليها جبال روكي تجاوزاً، والروكي سلسلة واحدة ضمن مجموعة من السلاسل التي تمتد شرقاً من الشمال إلى الجنوب، وتشكل هذه المرتفعات العمود الفقري لأمريكا الشمالية، وتمتد في الولايات المتحدة من كندا شمالاً إلى المكسيك جنوباً، وكثير من قمم هذه المجموعة الجبلية يزيد على 4270 متراً، وتضم السلاسل الجبلية أحوضاً، منها حوض وايومنج، وهو هضبة تنتشر بها بعض الجبال وتقطعها الوديان النهرية العميقة، وحوض يوطا، والحوض العظيم، كما تتميز هذه المنطقة بالخوانق العميقة.
ويمكن تقسيم المنطقة الجبلية إلى:

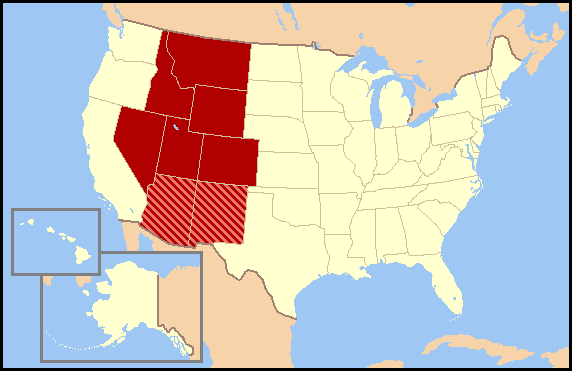
إقليم الجبال

- جبال الروكي وتمثل الحافة الشرقية لهذه المجموعة،
- منطقة الهضاب العالية،
- السلسلة الوسطي،
- السلاسل الساحلية، ومن أبرز أنهار هذه المجموعة نهر كولورادو ويتجه نحو الجنوب، ويصب في خليج كاليفورنيا، ونهر ريوجراند وينتهي إلى خليج المكسيك، وتغطي اللابا مساحة واسعة تمثل في هضبة كولومبيا.

## المناخ
بالنسبة لعظم اتساع هذا الإقليم، وامتداده من حيث الموقع بين شمال الولايات المتحدة وجنوبها وتنوع مظاهر التضاريس، نجد تنوعاً في مناخه، ففي الشرق يسودة طراز ما يسمي بالبراري، ويتصف بالتطرف في حرارته، وهذا النطاق شبه جاف، أمطاره صيفية وتسوده الحشائش الفقيرة، وإلى غرب الطراز السابق يسود مناخ جبلي تحظي قممه بنصيب أوفر من الأمطار، لذلك تتخللها بعض الغابات، وتغطي الثلوج قمماً عديدة في هذا النطاق، وفي جنوب الإقليم يسود طراز من المناخ الصحراوي.

## النشاط البشري
التعدين والرعي أبرز سمات النشاط البشري في هذا الإقليم وتزاول الزراعة في الأحواض النهرية، وفوق بعض الهضاب. والنشاط الاقتصادي يتمثل في الثروة المعدنية والصناعة يوجد كثير من المعادن حيث قامت صناعات معدنية مختلفة، كما يستخرج الفحم.